# نيفيل ويستون
نيفيل ويستون (بالإنجليزية: Neville Weston)‏ هو ناقد فني أسترالي، ولد في 1936.